# Speyeria
Genre
Synonymes
- Semnopsyche Scudder, 1875
- Mesoacidalia Reuss, 1926
- Proacidalia Reuss, 1926
- Neoacidalia Reuss, 1926

Speyeria est un genre holarctique de lépidoptères (papillons) de la famille des Nymphalidae et de la sous-famille des Heliconiinae.

## Systématique et histoire biogéographique
Le genre Speyeria a été décrit par l'entomologiste américain Samuel Hubbard Scudder en 1872. Son espèce type est Papilio idalia Drury, [1773].
Speyeria a souvent été traité comme un sous-genre du genre Argynnis ou comme un de ses synonymes. Il regroupait traditionnellement les espèces nord-américaines de ce groupe.
Une étude de phylogénétique moléculaire publiée en 2017 a cependant conduit à considérer à nouveau Speyeria comme un genre à part entière, en l'élargissant pour y inclure les trois espèces eurasiatiques anciennement placées dans le genre ou sous-genre Mesoacidalia.
Les résultats de cette étude suggèrent que le genre Speyeria ainsi redéfini a commencé à évoluer en Asie, avant qu'une lignée ne traverse le détroit de Béring vers l'Amérique du Nord il y a environ 5 à 6 millions d'années, puis ne conquière ce continent et s'y diversifie rapidement en exploitant la diversité des espèces du genre Viola (plantes hôtes des chenilles) déjà présentes.

## Liste des espèces et distributions géographiques
Le genre comporte trois espèces en Eurasie :
- Speyeria aglaja (Linnaeus, 1758) — le Grand nacré — large répartition, de l'Europe de l'Ouest au Japon.
- Speyeria alexandra (Ménétriés, 1832) — de l'Asie Mineure au Turkménistan.
- Speyeria clara (Blanchard, [1844]) — dans l'Himalaya, le Nord de l'Inde et l'Ouest de la Chine.

et seize espèces en Amérique du Nord,, :
- Speyeria diana (Cramer, [1777]) — dans le Sud-Est des États-Unis.
- Speyeria cybele (Fabricius, 1775) — l'Argynne cybèle — large répartition en Amérique du Nord.
- Speyeria aphrodite (Fabricius, 1787) — l'Argynne aphrodite — large répartition en Amérique du Nord.
- Speyeria idalia (Drury, [1773]) — dans le Centre et l'Est de l'Amérique du Nord.
- Speyeria nokomis (Edwards, 1862) — dans le Sud-Ouest de l'Amérique du Nord.
- Speyeria edwardsii (Reakirt, 1866) — dans le Centre de l'Amérique du Nord.
- Speyeria coronis (Behr, 1864) — dans l'Ouest de l'Amérique du Nord.
- Speyeria zerene (Boisduval, 1852) — dans l'Ouest de l'Amérique du Nord.
- Speyeria carolae (dos Passos & Grey, 1942) — dans la chaîne Spring (Nevada).
- Speyeria callippe (Boisduval, 1852) — dans l'Ouest de l'Amérique du Nord.
- Speyeria egleis (Behr, 1862) — dans l'Ouest des États-Unis.
- Speyeria adiaste (Edwards, 1864) — en Californie.
- Speyeria atlantis (Edwards, 1862) — l'Argynne de l'Atlantique — dans le Centre, le Nord et le Nord-Est de l'Amérique du Nord.
- Speyeria hesperis (Edwards, 1864) — dans l'Ouest de l'Amérique du Nord.
- Speyeria hydaspe (Boisduval, 1869) — dans l'Ouest de l'Amérique du Nord.
- Speyeria mormonia (Boisduval, 1869) — dans l'Ouest de l'Amérique du Nord.

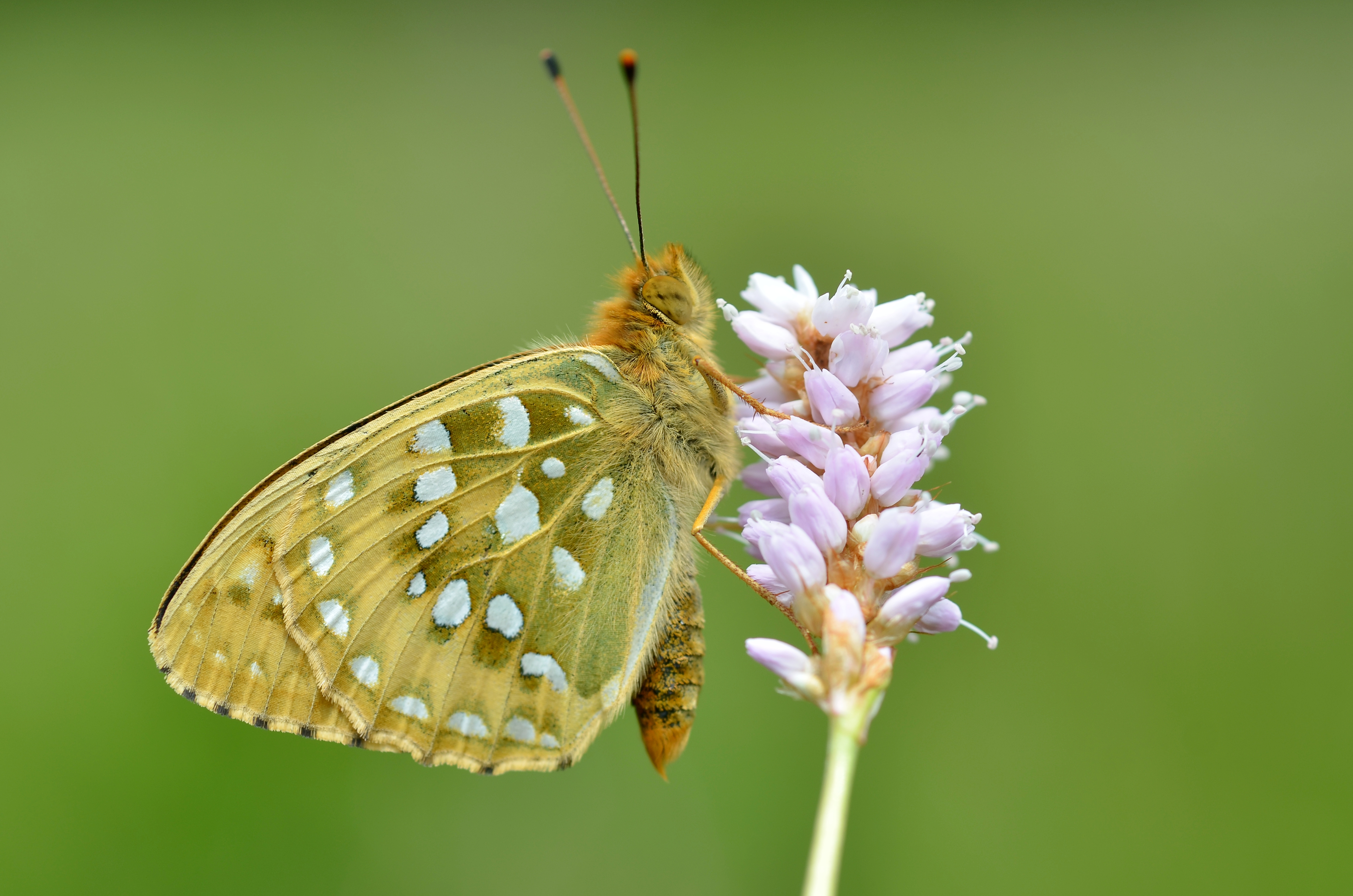
Speyeria aglaja
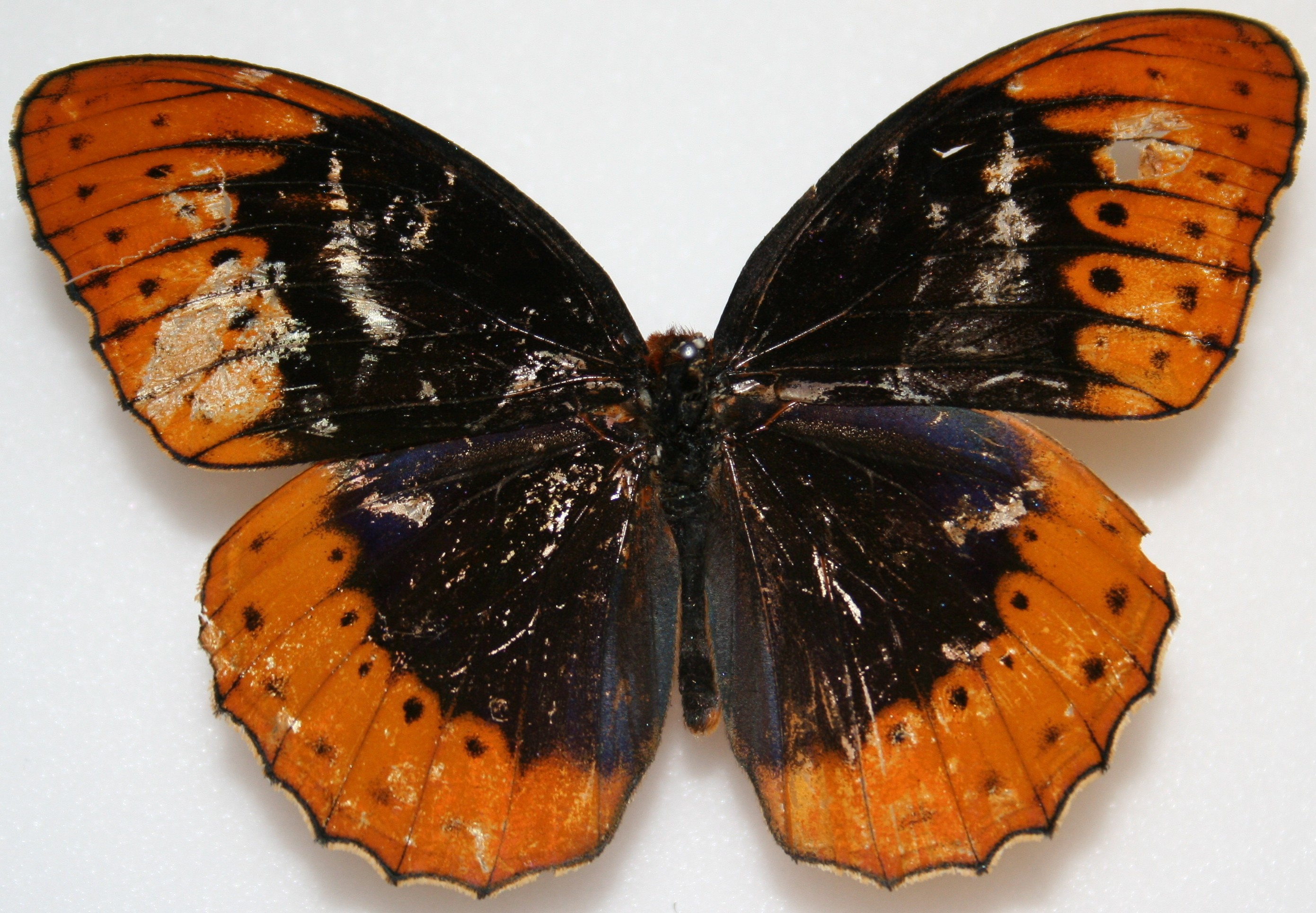
Speyeria diana
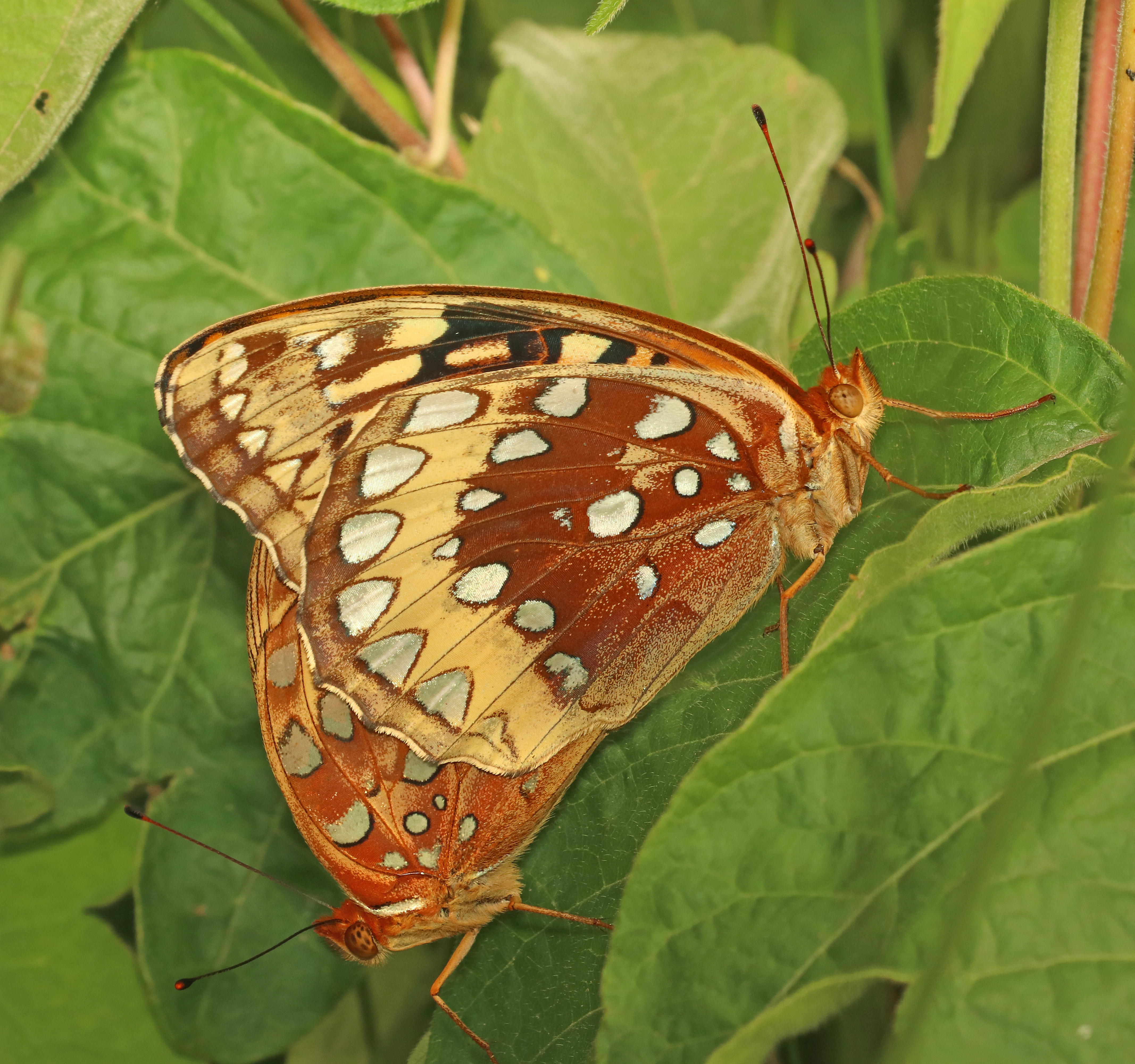
Speyeria cybele
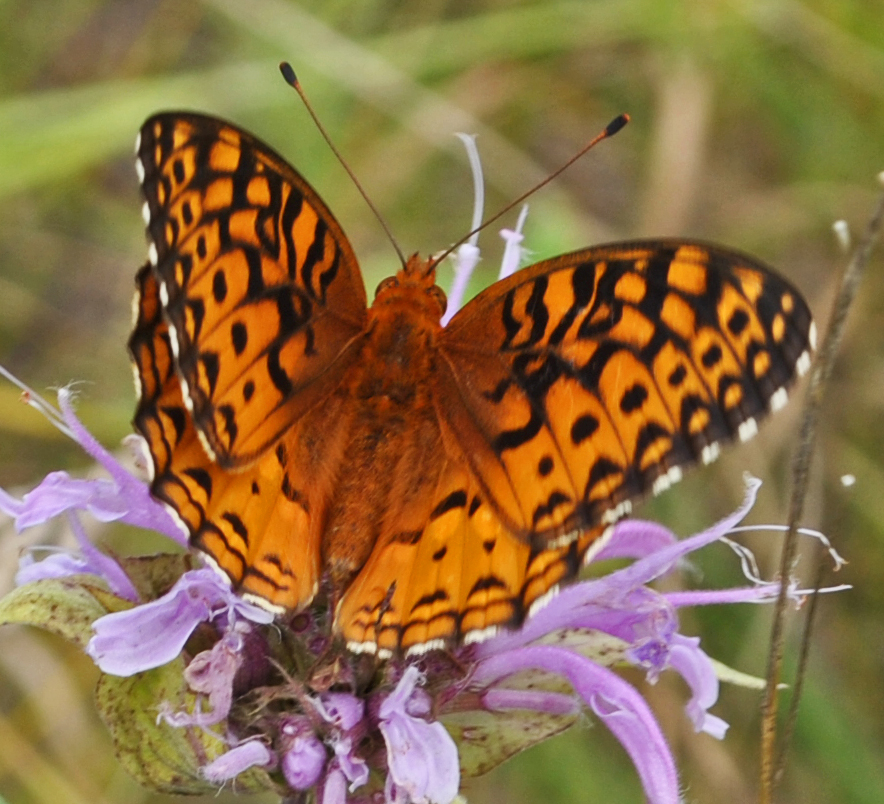
Speyeria aphrodite
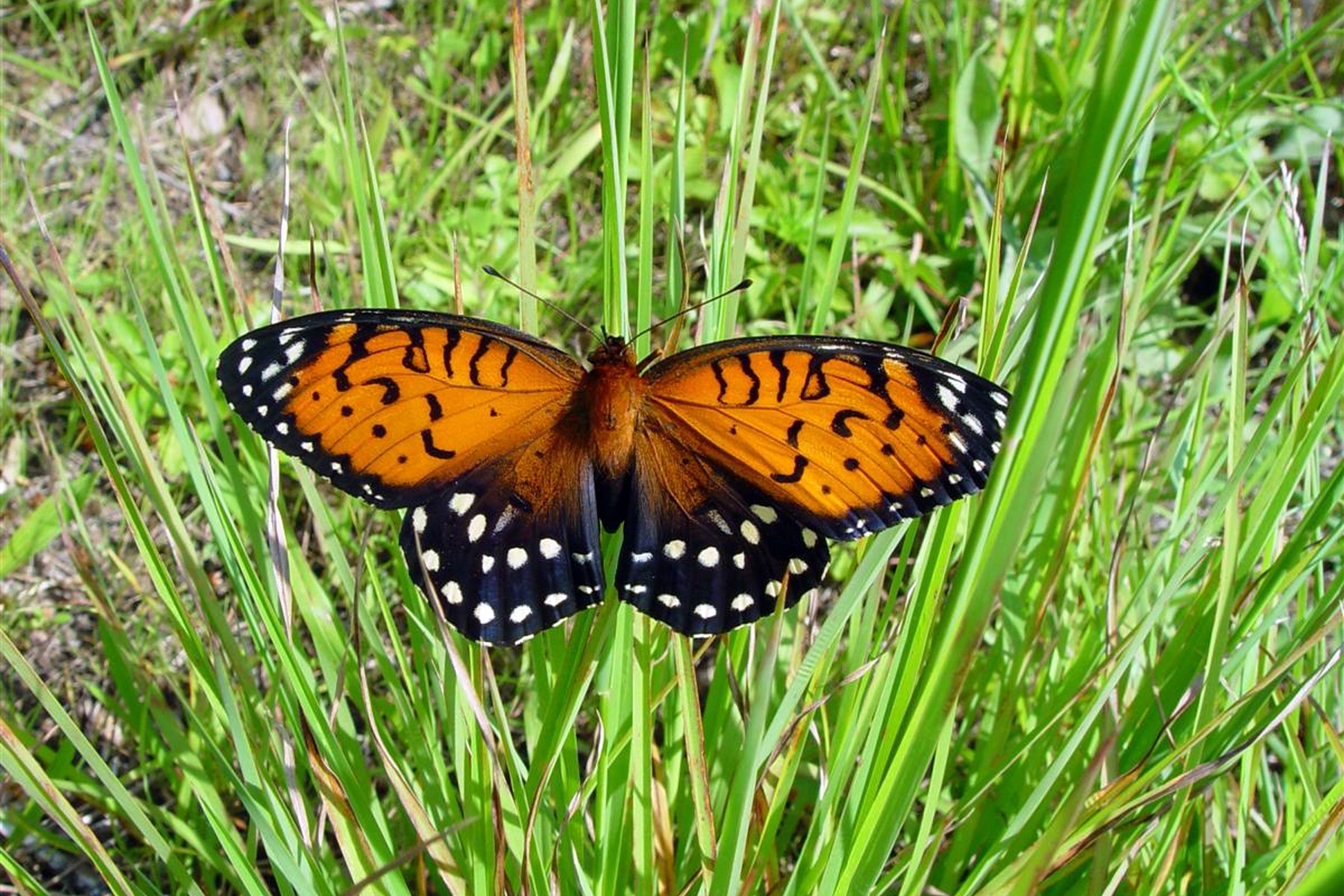
Speyeria idalia
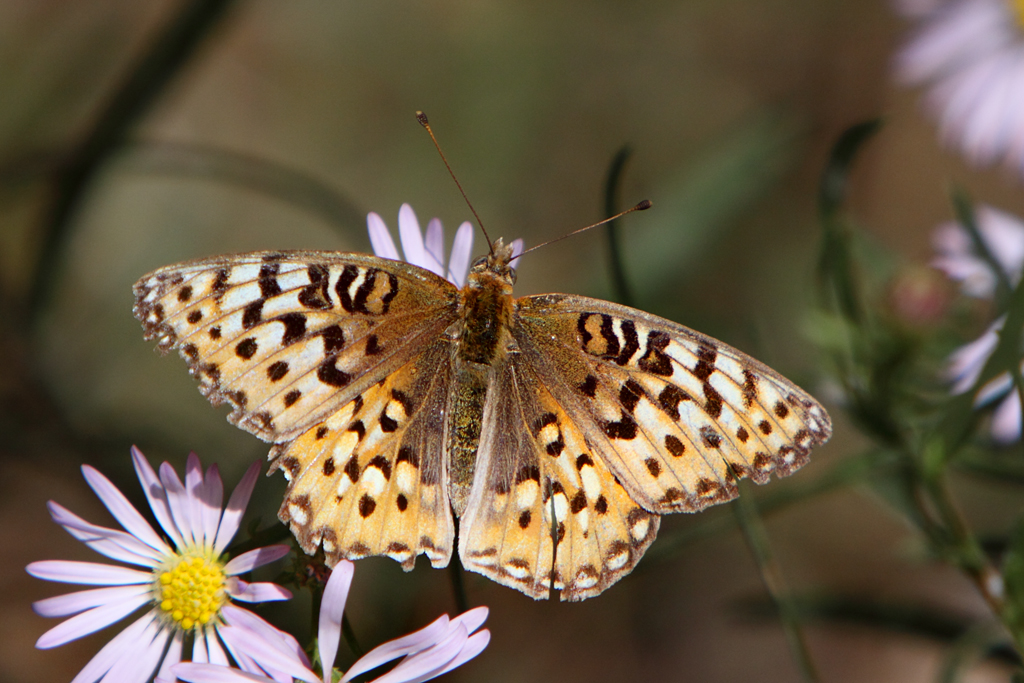
Speyeria edwardsii
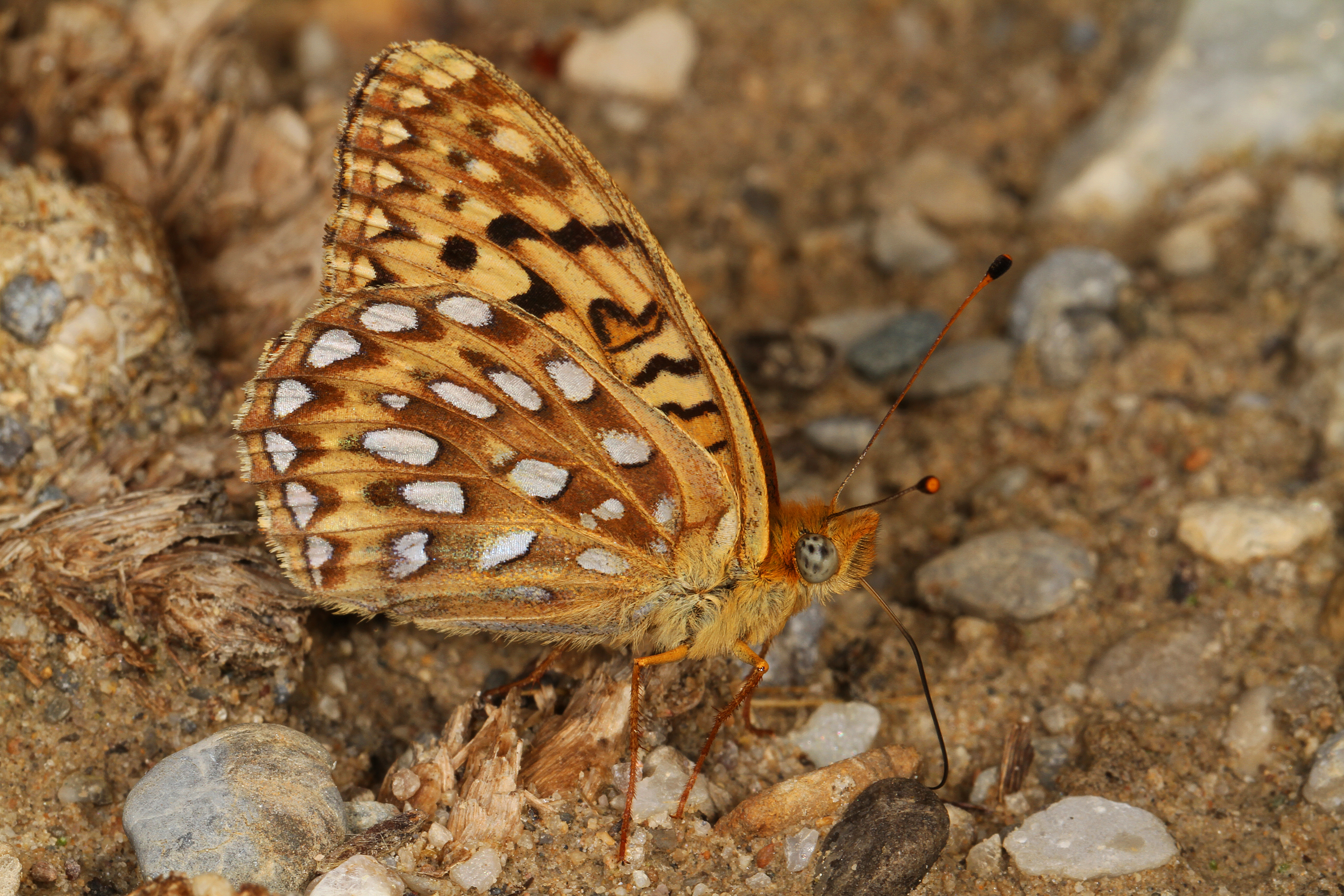
Speyeria coronis
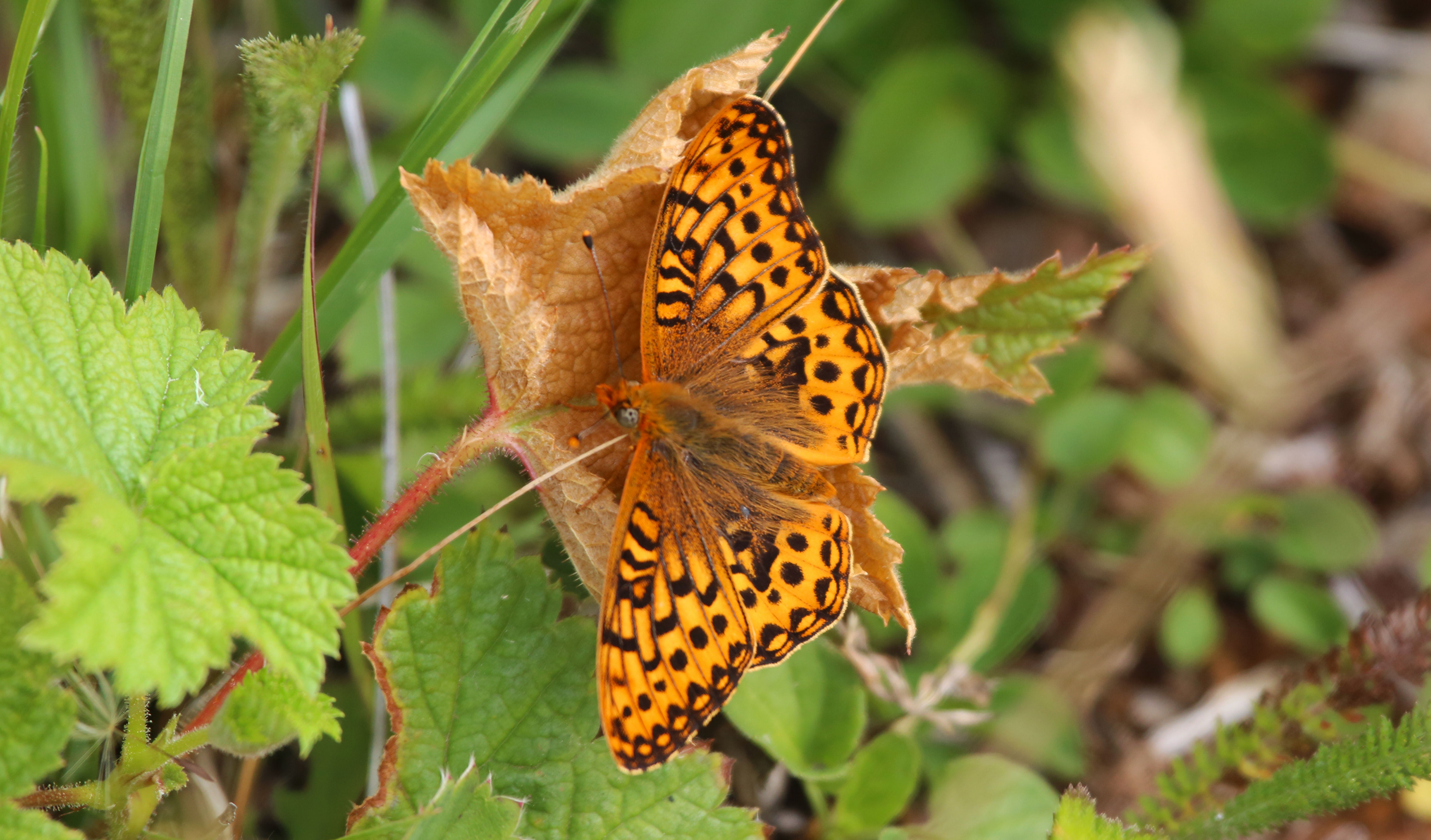
Speyeria zerene
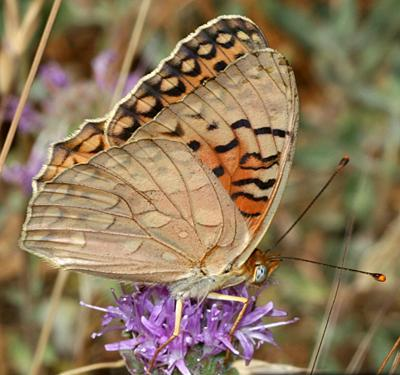
Speyeria adiaste
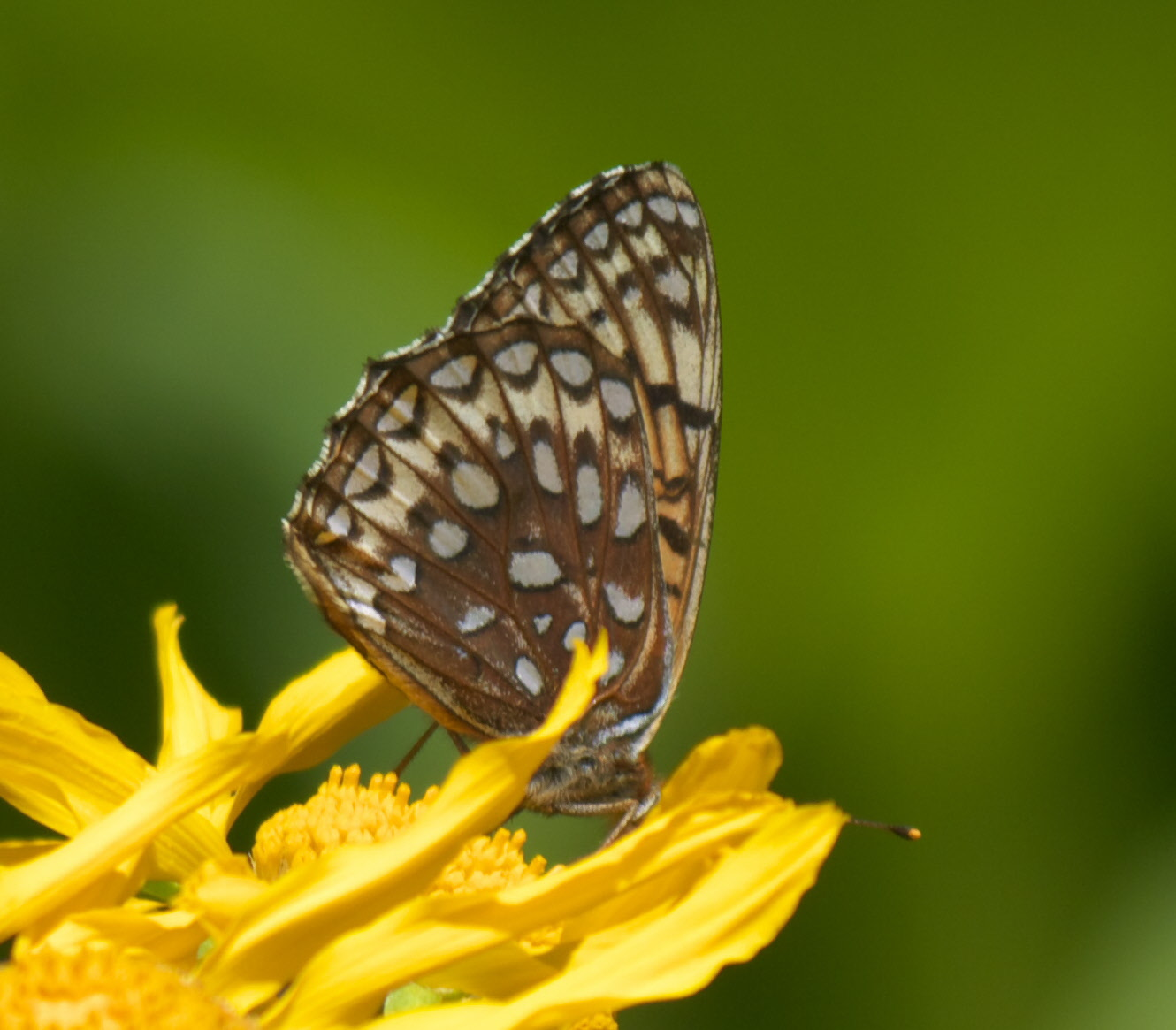
Speyeria atlantis
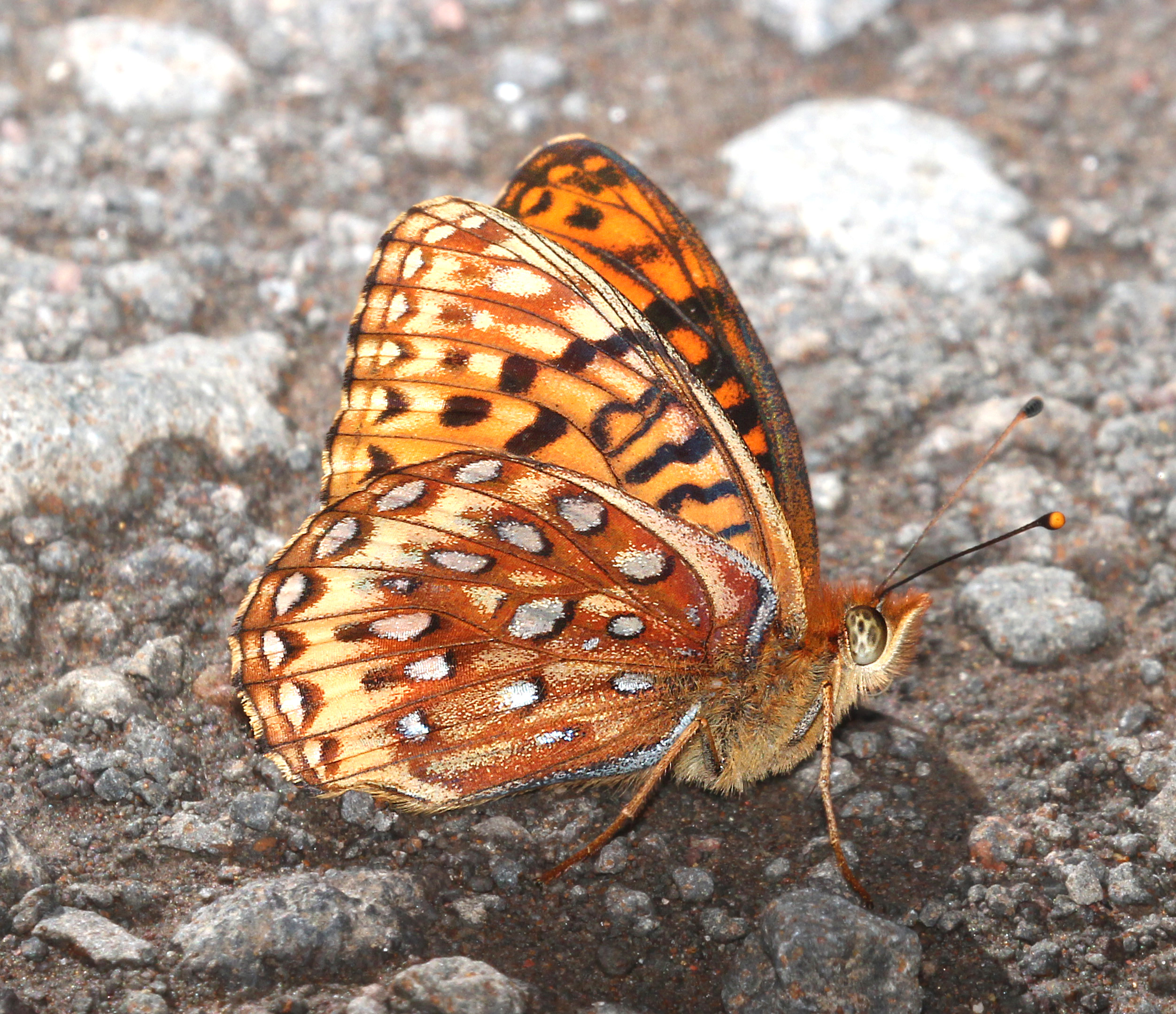
Speyeria hesperis
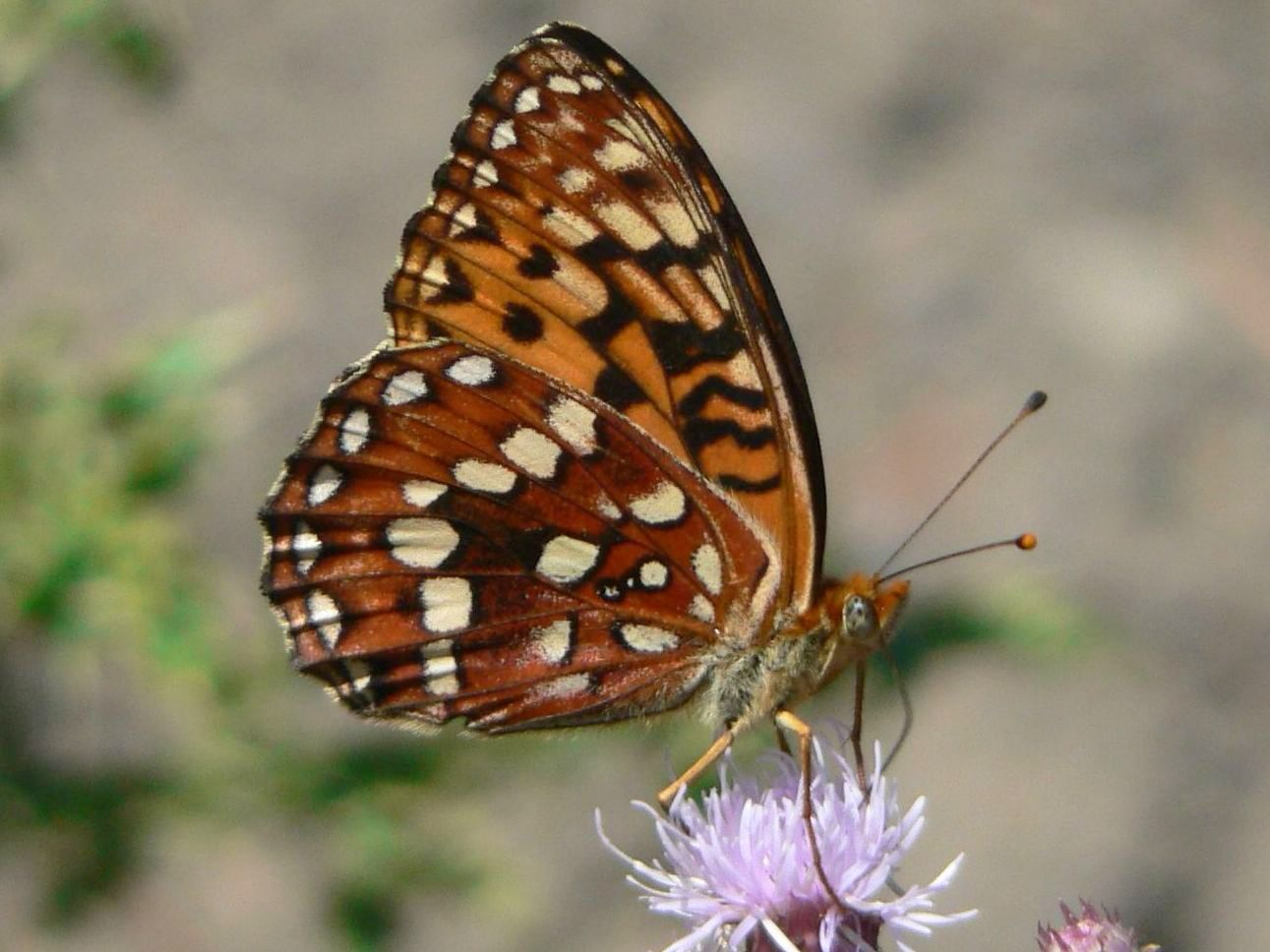
Speyeria hydaspe
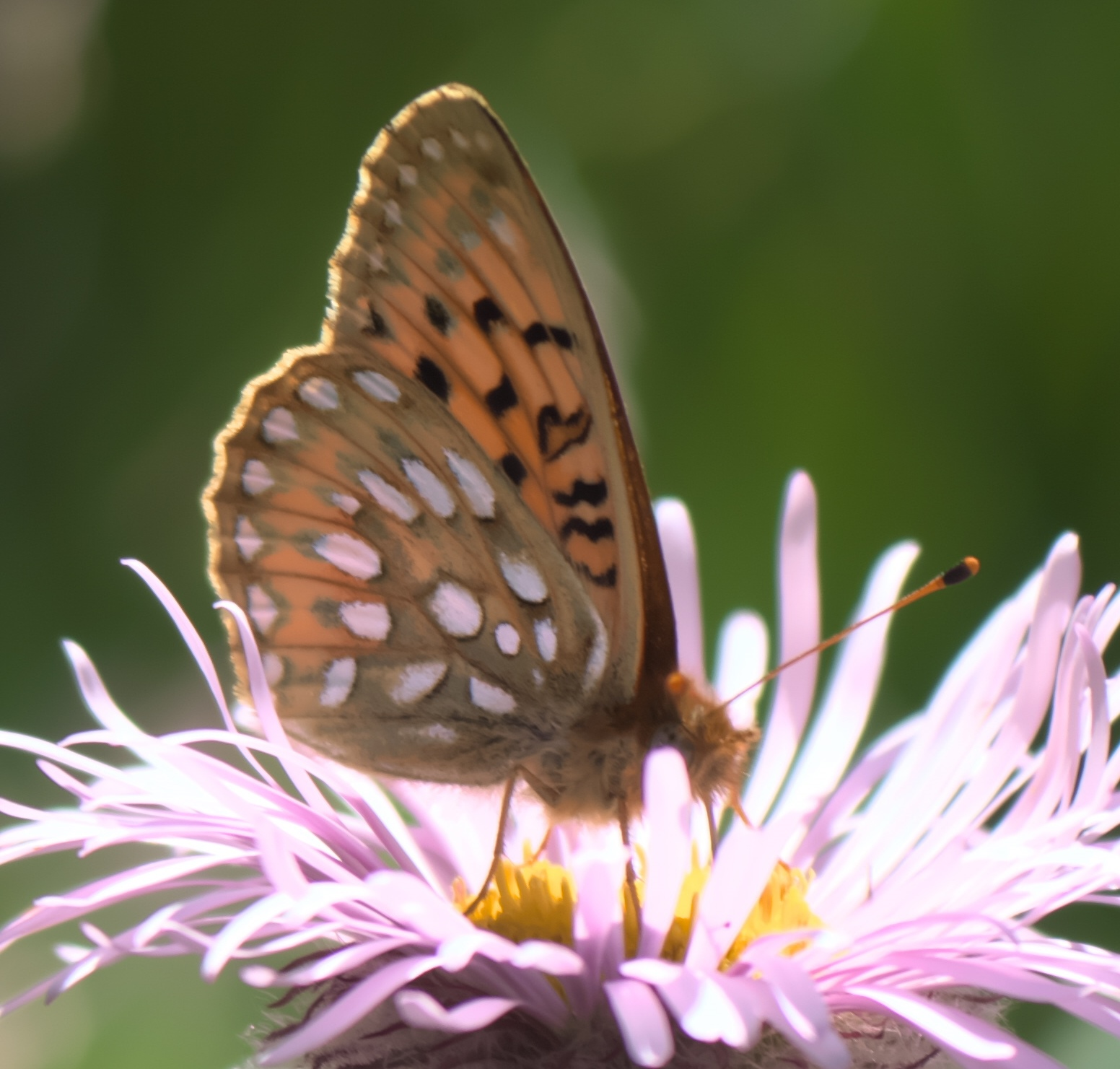
Speyeria mormonia